# Adhemarius fulvescens
Adhemarius fulvescens là một loài bướm đêm thuộc họ Sphingidae. Nó được miêu tả bởi Closs năm 1915, và được tìm thấy ở México, Guatemala, Costa Rica và north-central Nicaragua.
Con trưởng thành bay vào tháng 5, từ tháng 7 đến tháng 8 và agian từ tháng 10 đến tháng 11 in Nicaragua.